# Пирани, Габриэл
Габриэл Кордейро Пирани (порт. Gabriel Cordeiro Pirani); род. 12 апреля 2002, Пенаполис, Сан-Паулу, Бразилия) — бразильский футболист, атакующий полузащитник клуба «Ди Си Юнайтед».

## Биография
Пирани присоединился к академии клуба «Сантос» в возрасте 10 лет. 27 июля 2018 года он подписал с клубом свой первый профессиональный контракт, действовавший до 30 июня 2021 года. 3 февраля 2020 года он продлил контракт с клубом до декабря 2022 года. 25 февраля 2021 года в матче против «Баии» Пирани дебютировал в бразильской Серии A. 28 февраля в поединке Лиги Паулиста против «Санту-Андре» Габриэл забил свой первый гол за «Сантос». 5 мая в матче Кубка Либертадорес против боливийского «Стронгеста» он забил мяч. 21 мая Пирани продлил контракт с «Сантосом» до декабря 2025 года.
14 июня 2022 года Пирани был отдан в аренду клубу «Куяба» до конца года без опции выкупа.
28 февраля 2023 года Пирани был отдан в аренду «Флуминенсе» до декабря 2023 года с правом выкупа. 15 июля он досрочно вернулся из аренды во «Флуминенсе».
27 июля 2023 года Пирани был арендован клубом MLS «Ди Си Юнайтед» до 31 декабря с опцией выкупа. В высшей лиге США он дебютировал 20 августа в матче против «Нью-Йорк Ред Буллз». 20 сентября в поединке против «Атланты Юнайтед» он забил свой первый гол за «чёрно-красных». 1 января 2024 года «Ди Си Юнайтед» объявил о выкупе Пирани у «Сантоса».

## Международная карьера
В 2023 году в составе олимпийской сборной Бразилии Пирани стал победителем Панамериканских игр в Чили. На турнире он сыграл в матчах против команд США, Колумбии, Гондураса, Мексики и Чили. В поединке против колумбийцев Габриэл забил гол.
Пирани принял участие в Предолимпийском турнире КОНМЕБОЛ 2024.

## Достижения
Командные
 «Флуминенсе»
- Чемпион штата Рио-де-Жанейро: 2023
- Обладатель Кубка Либертадорес: 2023

 олимпийская сборная Бразилии
- Чемпион Панамериканских игр: 2023